# Чиж Юрій Іванович
Юрій Іванович Чиж (18 серпня 1948) — український фехтувальник, дворазовий чемпіон світу 1973, 1974 років в складі збірної команди СРСР, срібний призер чемпіонату світу 1973 року в особистих змаганнях, чемпіон кубка світу 1972 року, п'ятиразовий чемпіон Всесвітньої Універсіади, десятиразовий чемпіон та призер чемпіонатів СРСР та України з фехтування на рапірах, майстер спорту міжнародного класу, заслужений працівник фізичної культури та спорту України.

## Життєпис
Народився у місті Первомайськ Одеської (нині — Миколаївської) області.
Працював тренером з фехтування, підготував 15 майстрів спорту. Був старшим тренером збірної команди України з фехтування на рапірах серед чоловіків, у 1997 році член збірної команди України Сергій Голубицький став чемпіоном світу в Кейптауні Південно-Африканської Республіки в особистих змаганнях.
Працював тренером з фехтування у США, Туреччині, ПАР, Угорщині, Йорданії.

## Громадсько-політична діяльність
Був помічником-консультантом народних депутатів України Івана Салія, Володимира Поляченка, Миколи Величковича, Віктора Коржа, радником Київського міського голови Олександра Омельченка.
Керівник органу самоорганізації населення «Комітет мікрорайону „Лук'янівський“». Президент МБО «Асоціація чемпіонів України, Європи, Світу та Олімпійських ігор „Олімпійський вогонь“».

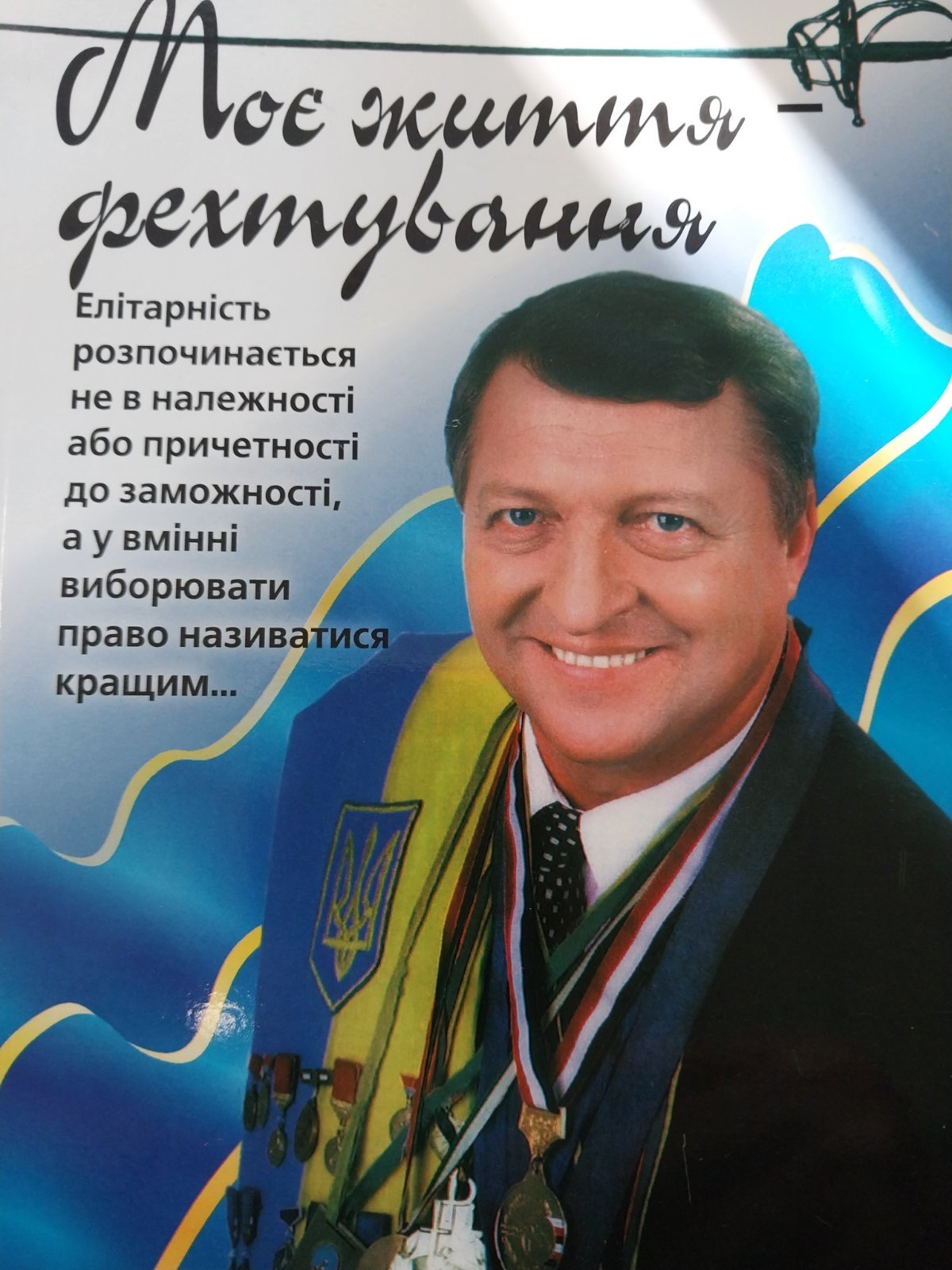
книжка Юрія Чижа «Моє життя — фехтування»

## Нагороди, почесні звання і відзнаки
За проведення 1100 «Чемпіонських уроків киянина» було вручено сертифікат рекордів України (зараз проведено 2050 «Чемпіонських уроків киянина»). Від Київського міського голови, отримав вищу відзнаку Києва «Знак Пошани».

## Автор книги
- «Моє життя — фехтування». — Київ, 2017 рік.